# اولی بنکس
اولی بنکس (انگلیسی: Ollie Banks؛ زادهٔ ۲۱ سپتامبر ۱۹۹۲) بازیکن فوتبال اهل بریتانیا است.
از باشگاه‌هایی که در آن بازی کرده‌است می‌توان به باشگاه فوتبال روترهام یونایتد، باشگاه فوتبال شفیلد، باشگاه فوتبال نورث فریبی یونایتد، باشگاه فوتبال چسترفیلد، باشگاه فوتبال استالی‌بریج سلتیک، باشگاه فوتبال گینزبورو ترینیتی، باشگاه فوتبال باکستون، باشگاه فوتبال یونایتد آف منچستر، باشگاه فوتبال نورث‌همپتون تاون، و باشگاه فوتبال اسکاربرو اتلتیک اشاره کرد.